# Élections législatives est-allemandes de 1949
Des élections pour une assemblée constituante ont lieu dans la Zone d'occupation soviétique en Allemagne (future Allemagne de l'Est) au long du mois de mai 1949. Les différents partis politiques présentent ensemble une liste unique, dominée par le Parti socialiste unifié (SED, marxiste-léniniste).

## Contexte
En 1949, l'est de l'Allemagne demeure multipartite, mais les partis non-communistes sont soumis à des mesures d'intimidation et de répression de la part des autorités d'occupation. Le Congrès populaire élu en 1946 est dominé par le SED. Ce Congrès élit un Conseil populaire, qui à son tour prépare une Constitution pour le futur État, en mars 1949. En mai, les citoyens de la zone soviétique sont invités à élire un nouveau Congrès populaire qui finalisera et adoptera la Constitution.

## Partis politiques et système électoral
Le Parti socialiste unifié (SED) est né en 1946 de la fusion (exigée par les Soviétiques) du Parti communiste et des sociaux-démocrates de l'ancien Parti social-démocrate (SPD). Ce dernier n'existe donc plus dans l'est de l'Allemagne, sauf dans le secteur soviétique de Berlin, qui conserve un statut spécial. Les deux autres principaux partis sont l'Union chrétienne-démocrate (CDU ; conservateurs) et le Parti libéral-démocrate (libéral). Par ailleurs, en juin 1948 sont fondés deux autres partis, servant essentiellement de satellites au SED : ils sont destinés à capter l'électorat non-ouvrier, voire non-socialiste. Le Parti national-démocrate, nationaliste, en appelle ainsi aux électeurs des classes moyennes, et offre un débouché politique à d'anciens membres du Parti nazi, dissous. Le Parti paysan démocratique s'adresse aux électeurs du monde rural. Enfin, diverses organisations affiliées au SED mais qui ne sont pas des partis politiques participent également aux élections ; le plus important est la Fédération libre des syndicats allemands, communiste.
Par un mélange de « pressions et de promesses », le SED obtient des autres partis qu'ils consentent à une liste unique (ou bloc antifasciste) pour ces élections. Un certain nombre de sièges est ainsi alloué par avance à chaque parti et à chaque organisation ; les citoyens sont invités simplement à approuver ou rejeter cette liste dans son ensemble. La Constitution à adopter prévoit des élections libres et multipartites par la suite ; c'est dans cette optique que les « partis bourgeois » consentent à une liste d'union nationale pour le scrutin de 1949.

## Résultats
Avec un taux de participation de 95,2 %, 66,1 % des suffrages exprimés sont en faveur de la liste unique ; 33,9 % des électeurs la rejettent. 
| Choix                                     | Voix      | %    |
| ----------------------------------------- | --------- | ---- |
| Approbation de la liste d'union nationale | 7 943 949 | 66,1 |
| Rejet de la liste d'union nationale       | 4 080 272 | 33,9 |
| Bulletins blancs ou nuls                  | 863 013   | -    |

Les candidats sont donc déclarés élus. Le Congrès qu'ils composent nomme un Conseil populaire de 320 membres, qui prend le nom de Chambre du peuple prévisionnelle (Volkskammer). C'est le début du nouveau Parlement, pour le nouvel État en voie d'être formé. Dans le même temps, les parlements des cinq Länder (États fédérés de la zone soviétique) élisent la nouvelle chambre haute de ce Parlement fédéral : la Länderkammer. La Volkskammer seule approuve la nouvelle Constitution, qui dote le nouvel État d'institutions relevant d'une démocratie libérale. La République démocratique allemande est proclamée le 7 octobre. Le 11 octobre, les deux chambres du Parlement fédéral élisent Wilhelm Pieck (SED) à la présidence de la République. Le conseil des ministres, présidé par Otto Grotewohl (SED), est un gouvernement provisoire d'unité nationale ; Grotewohl est secondé par Walter Ulbricht (SED), Hermann Kastner (LDP) et Otto Nuschke (CDU).
La répartition des sièges dans la première Chambre du peuple est la suivante :
| Parti | Parti                                                                                     | Idéologie (si parti politique)       | Sièges |
| ----- | ----------------------------------------------------------------------------------------- | ------------------------------------ | ------ |
|       | Parti socialiste unifié Sozialistische Einheitspartei, SED                                | marxisme-léninisme                   | 90     |
|       | Union chrétienne-démocrate Christlich Demokratische Union, CDU                            | démocratie chrétienne, conservatisme | 45     |
|       | Parti libéral-démocrate Liberal-Demokratische Partei, LDP                                 | libéralisme                          | 45     |
|       | sans étiquette                                                                            | -                                    | 35     |
|       | Fédération libre des syndicats allemands Freier Deutscher Gewerkschaftsbund, FDGB         | -                                    | 30     |
|       | Parti national-démocrate Nationaldemokratische Partei, NDPD                               | libéralisme, nationalisme            | 15     |
|       | Parti paysan démocratique Demokratische Bauernpartei, DBD                                 | agrarisme                            | 15     |
|       | Jeunesse libre allemande Freie Deutsche Jugend, FDJ                                       | -                                    | 10     |
|       | Association culturelle de la RDA Kulturbund der DDR, KB                                   | -                                    | 10     |
|       | Association des persécutés du régime nazi Vereinigung der Verfolgten des Naziregimes, VVN | -                                    | 10     |
|       | Ligue démocratique des femmes d'Allemagne Demokratischer Frauenbund, DFD                  | -                                    | 10     |
|       | Parti social-démocrate (Berlin-Est) Sozialdemokratische Partei, SPD                       | social-démocratie                    | 5      |

## Suites
Les premières élections directes pour la Chambre du peuple ont lieu en octobre 1950. Malgré les dispositions démocratiques de la Constitution, la liste d'union nationale est maintenue, et nommée « Front national de l'Allemagne démocratique ». Elle sera maintenue jusqu'en 1990.